# Józef Majnert
Józef Majnert (ur. 1813, zm. 1879) – polski numizmatyk i fałszerz starych monet.
Józef Majnert urodził się w Warszawie. Jego ojciec Gotfryd był medalierem i urzędnikiem mennicy warszawskiej, tak więc idąc w jego ślady, po ukończeniu szkoły Pijarów oraz dwuletniego kursu na Wydziale Sztuk Pięknych Uniwersytetu Warszawskiego od 1830 zatrudnił się w Mennicy Warszawskiej, gdzie pod kierunkiem ojca uzupełnił swoją wiedzę i stał się wkrótce cenionym rytownikiem i medalierem, otrzymując za swoją pracę wiele wyróżnień i odznaczeń. Fałszerską działalność rozpoczął zapewne już w roku 1835 od podrobienia talara Zygmunta Starego datowanego na rok 1535. Mając do swojej dyspozycji oprócz niewątpliwego talentu także znakomity warsztat, jakim była mennica, zaczął nie tylko fałszować rzadkie monety polskie, ale również tłoczył monety zmyślonych typów, rytując ich stemple z wolnej ręki. I tak pierwsze falsyfikaty majnertowskie pojawiły się na rynku antykwarycznym w styczniu 1836 roku. Przejawem jego zdolności artystycznych był także fakt, iż Ignacy Zagórski powierzył mu opracowanie ilustracji do swojego dzieła „Monety dawnej Polski”. Wykonane przez Majnerta rysunki monet wielokrotnie powtarzane były w innych opracowaniach, np. w „Skorowidzu monet litewskich” Tyszkiewicza, czy w „Podręczniku numizmatyki polskiej” Gumowskiego. Po utracie posady w Mennicy w 1851, zakończył swoją karierę fałszerską (pozbawiony dostępu do sprzętu).
Fałszerska działalność Józefa Majnerta została zdemaskowana przez Karola Beyera, który odkupił komplet 99 sztuk fałszywych stempli jego autorstwa, a następnie „opieczętował je w beczce”. Co więcej, podjął się poszukiwania dzieł niecnego medaliera, a wyłowione z obrotu antykwarycznego sfałszowane monety od roku 1872 kontrasygnował małym napisem FALSUS. Majnert, pomimo iż sprzedał Beyerowi swoje stemple, nigdy nie zdradził mu ile monet swojego autorstwa wprowadził na rynek numizmatyczny. Nie wiadomo również, czy rzeczywiście Beyer nabył wszystkie majnertowskie stemple. O tym, iż temat ten nie został jeszcze do końca zamknięty świadczy fakt, że jeszcze do roku 1967 jeden z talarów majnertowskich (talar Zygmunta I Starego) uchodził za cenny okaz zbiorów Ossolineum. Fałszerstwa Majnerta, uchodzą dzisiaj za niezwykle rzadkie i poszukiwane przez kolekcjonerów rarytasy.
Stemple Majnerta znajdują się obecnie w zbiorach Muzeum Narodowego w Krakowie (zbiór Emeryka Hutten-Czapskiego).

Fałszerstwa Józefa Majnerta
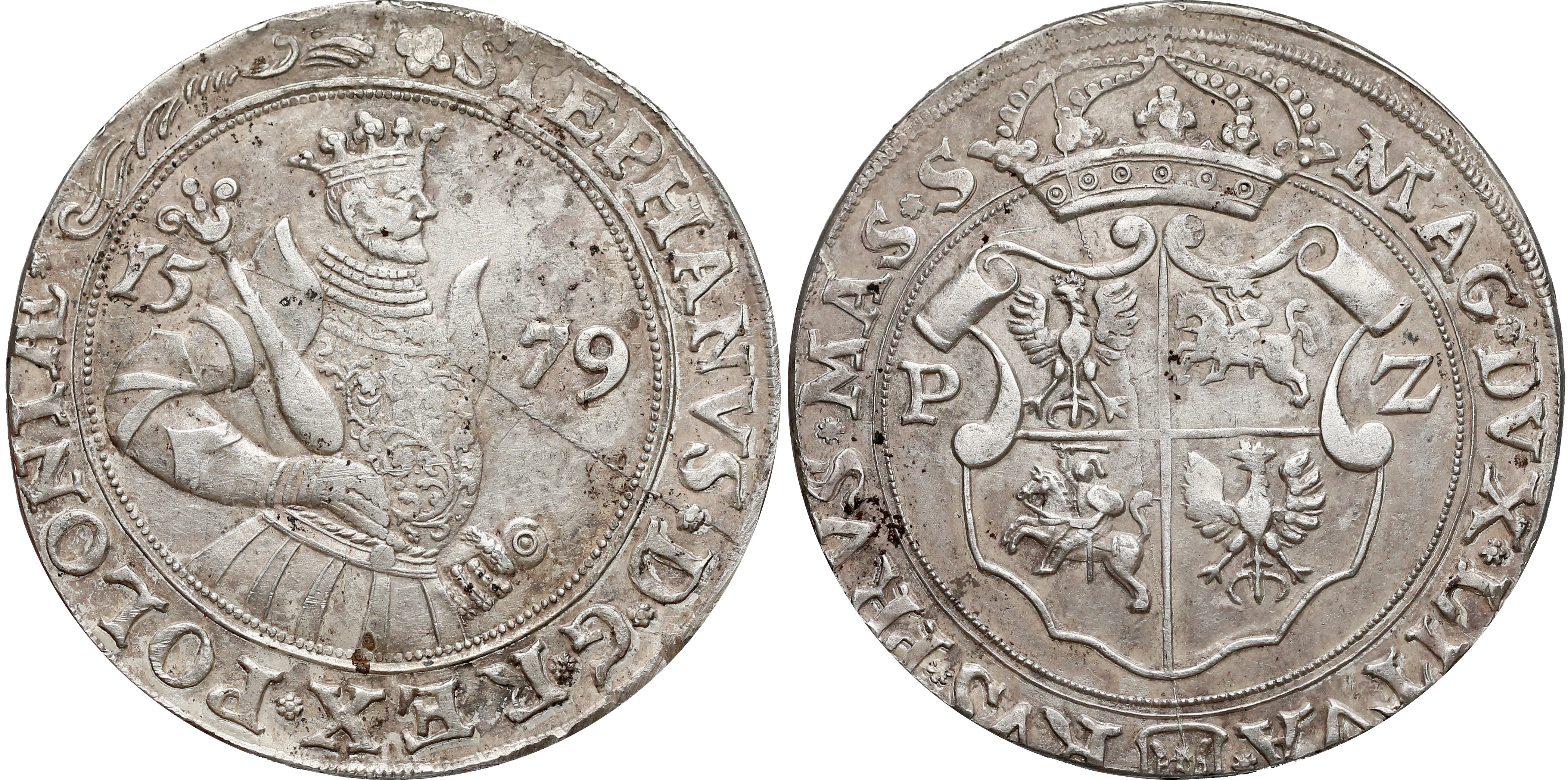
talar olkuski Stefana Batorego 1579
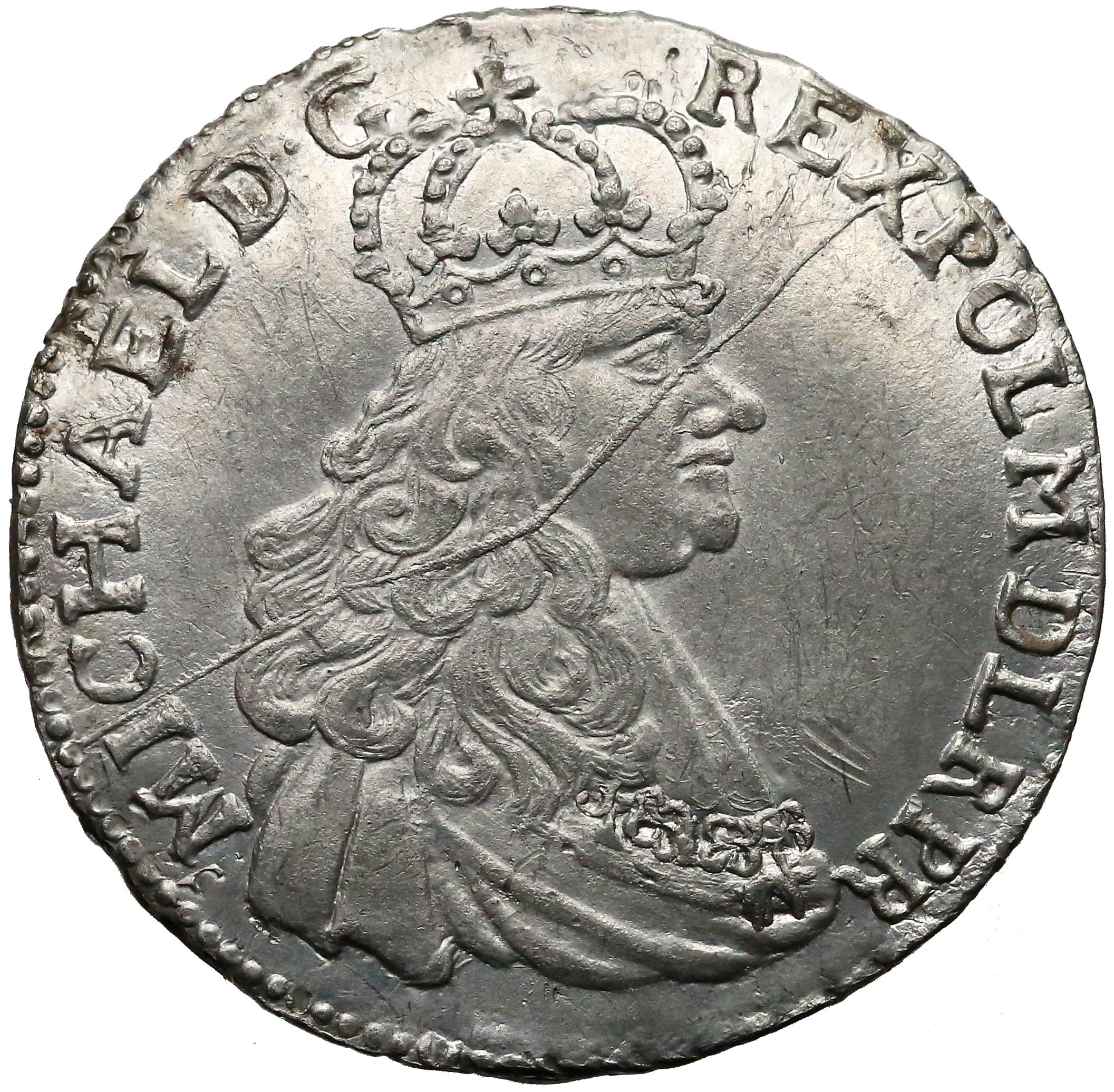
awers półtalara elbląskiego 1671
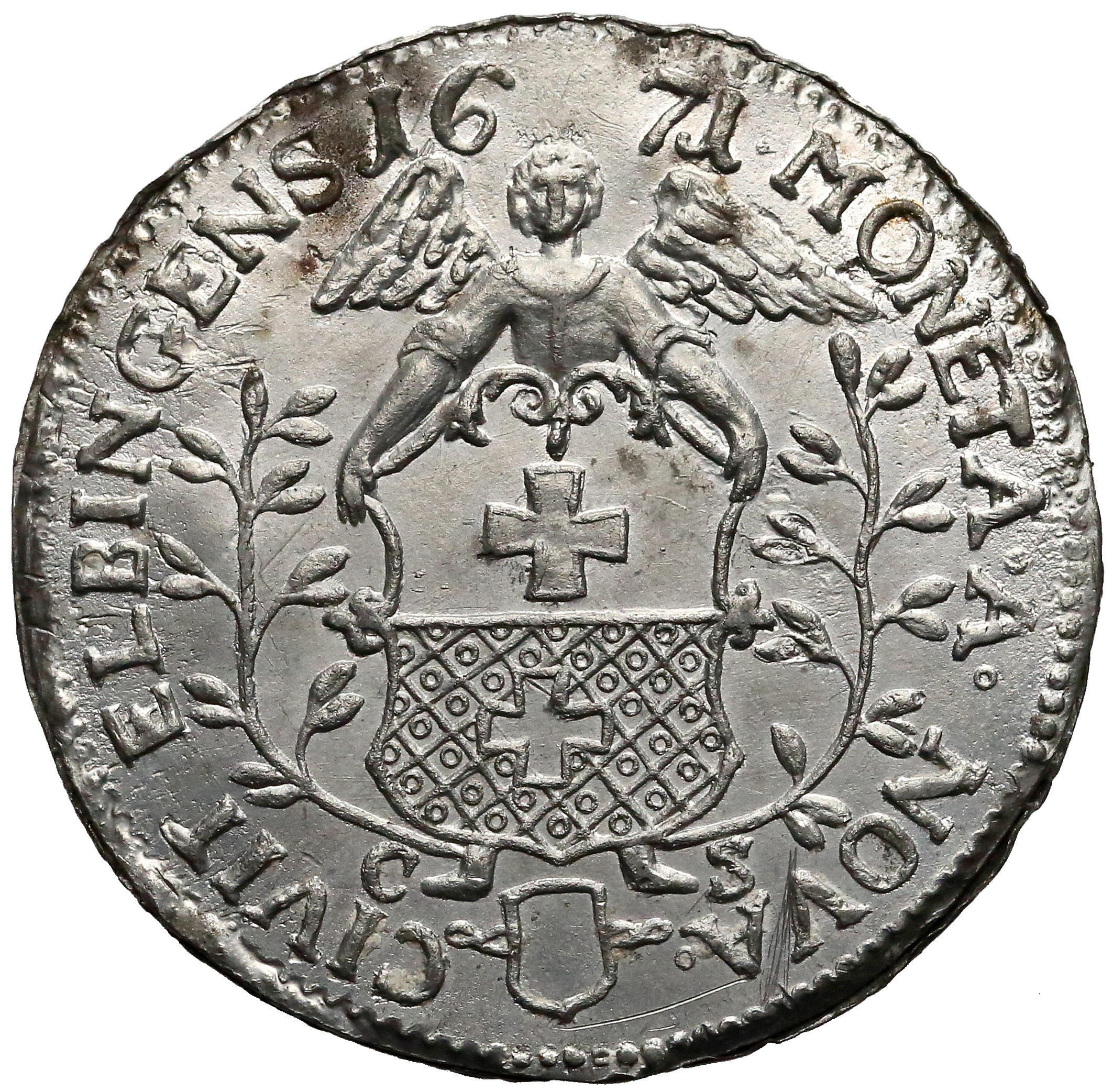
rewers półtalara elbląskiego 1671
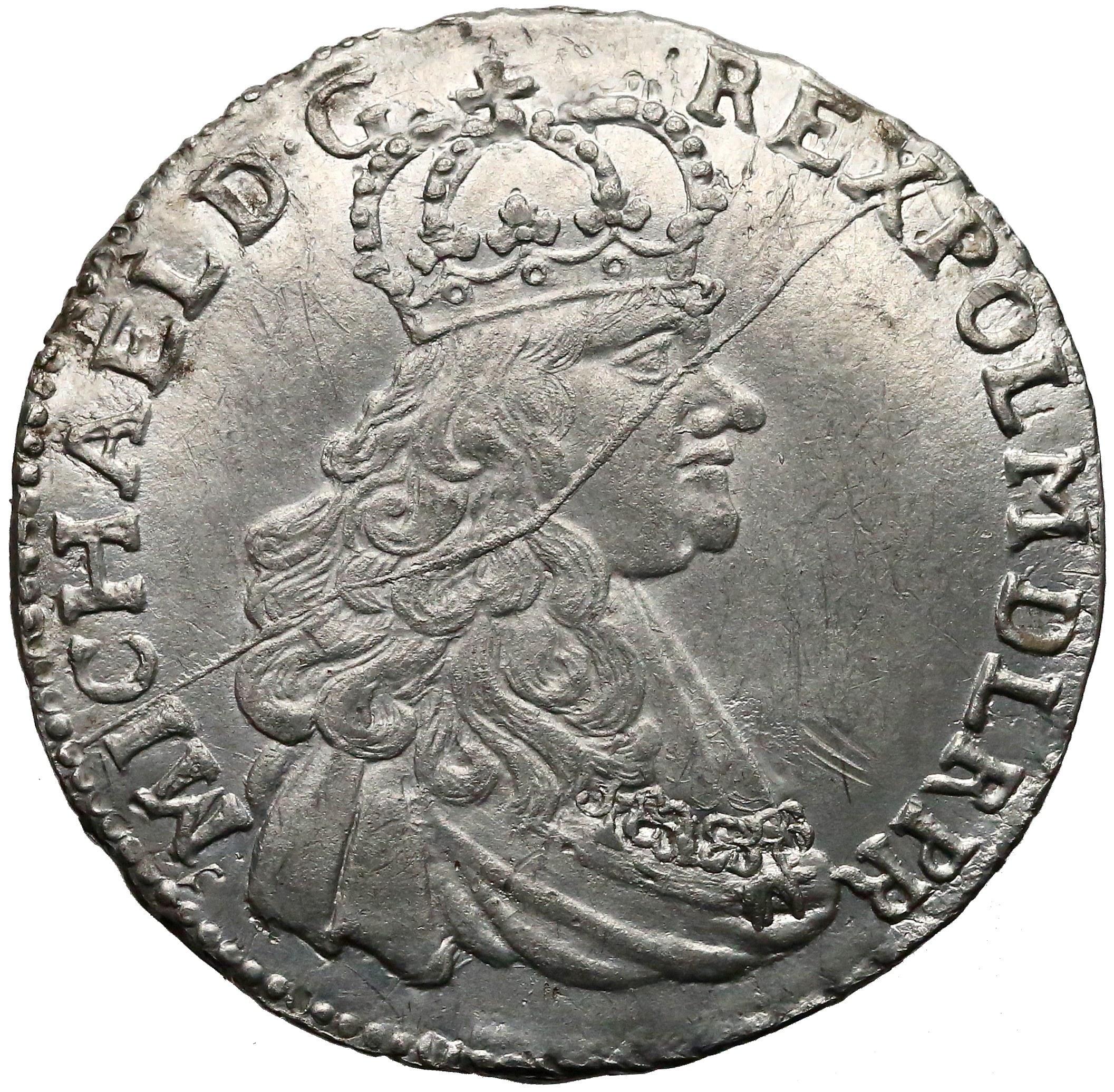
awers talara elbląskiego 1671
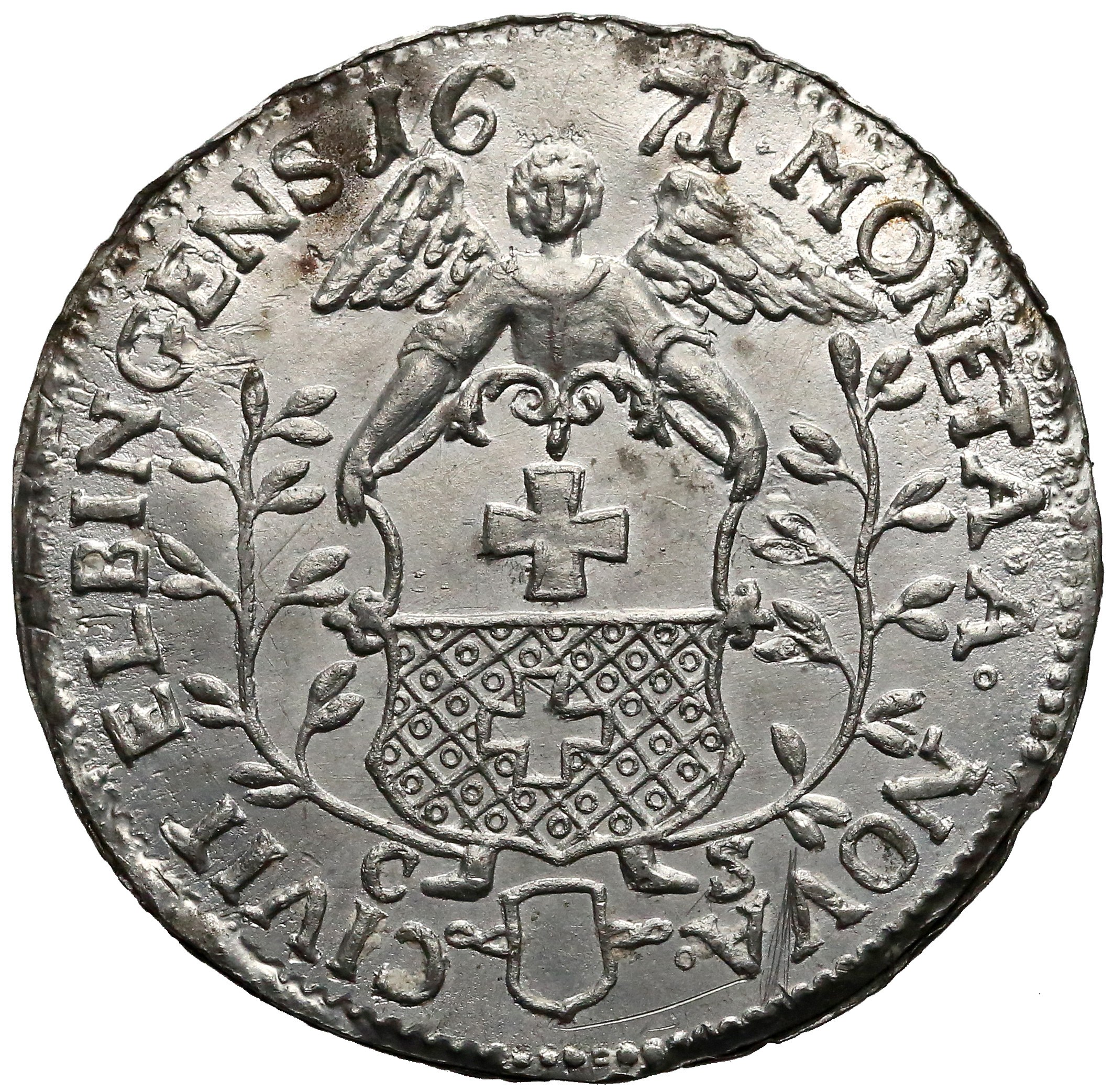
rewers talara elbląskiego 1671
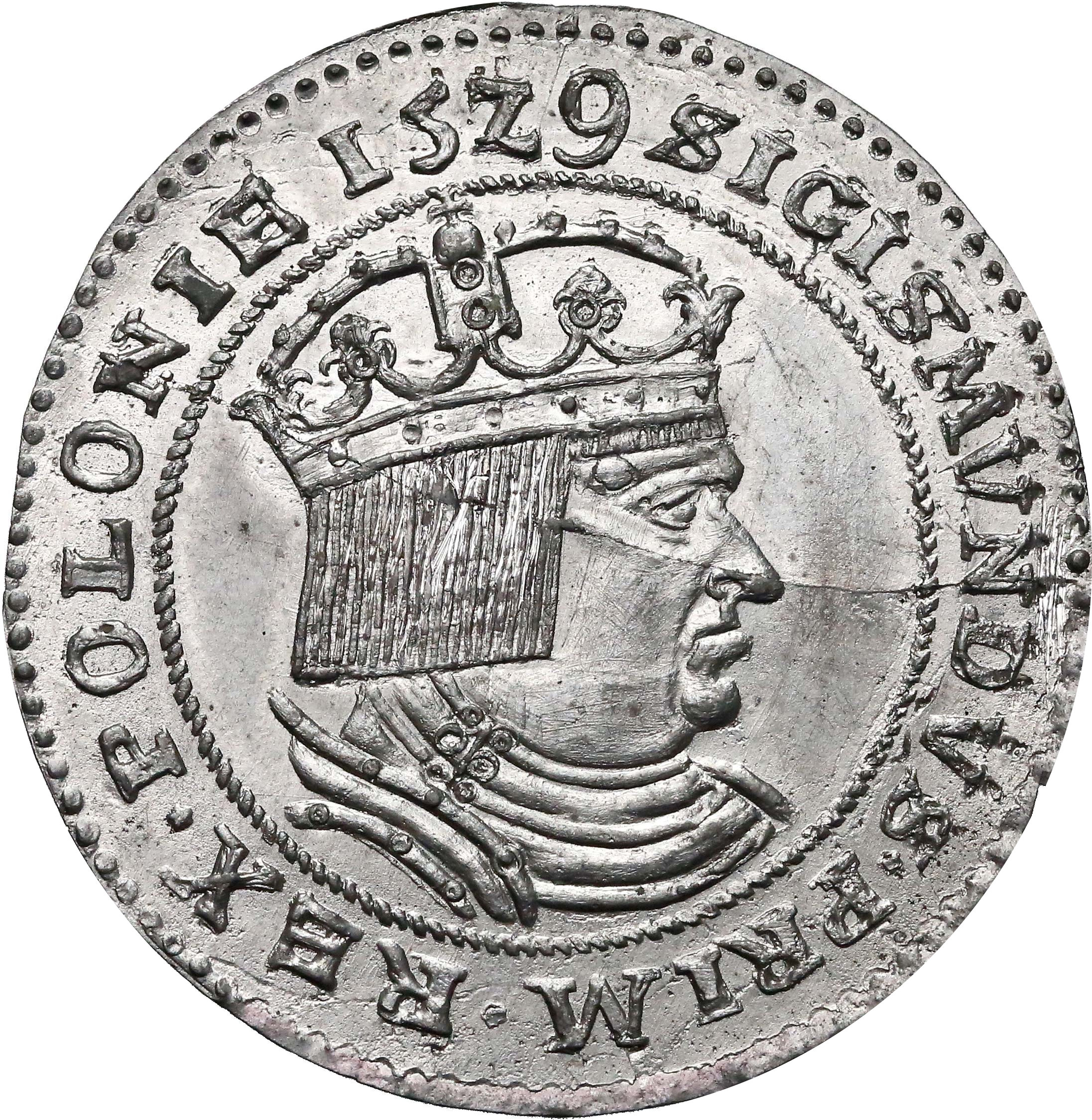
jednostronna odbitka talara 1529 Zygmunta I Starego
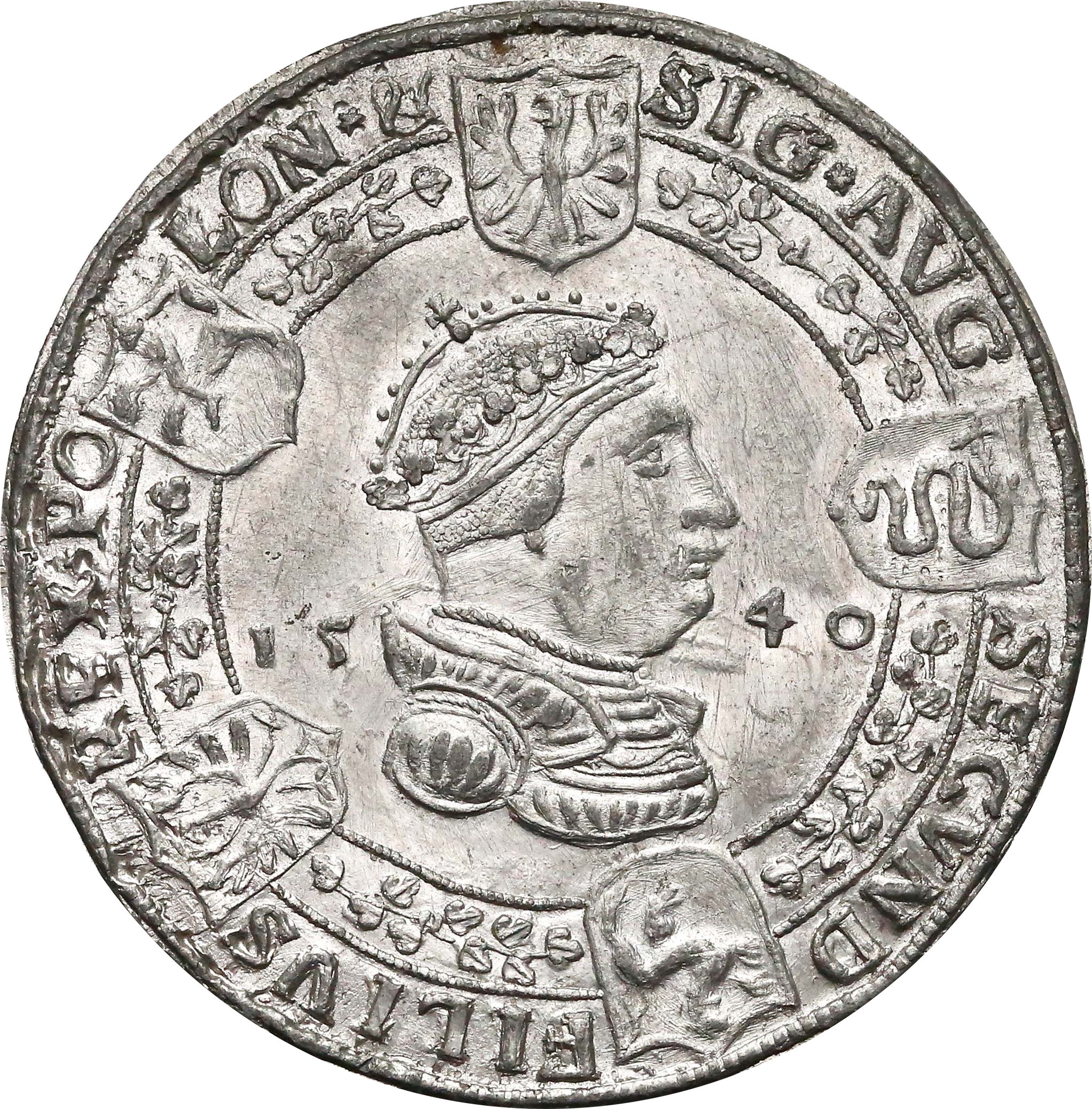
jednostronna odbitka talara 1533-1540 Zygmunta I Starego
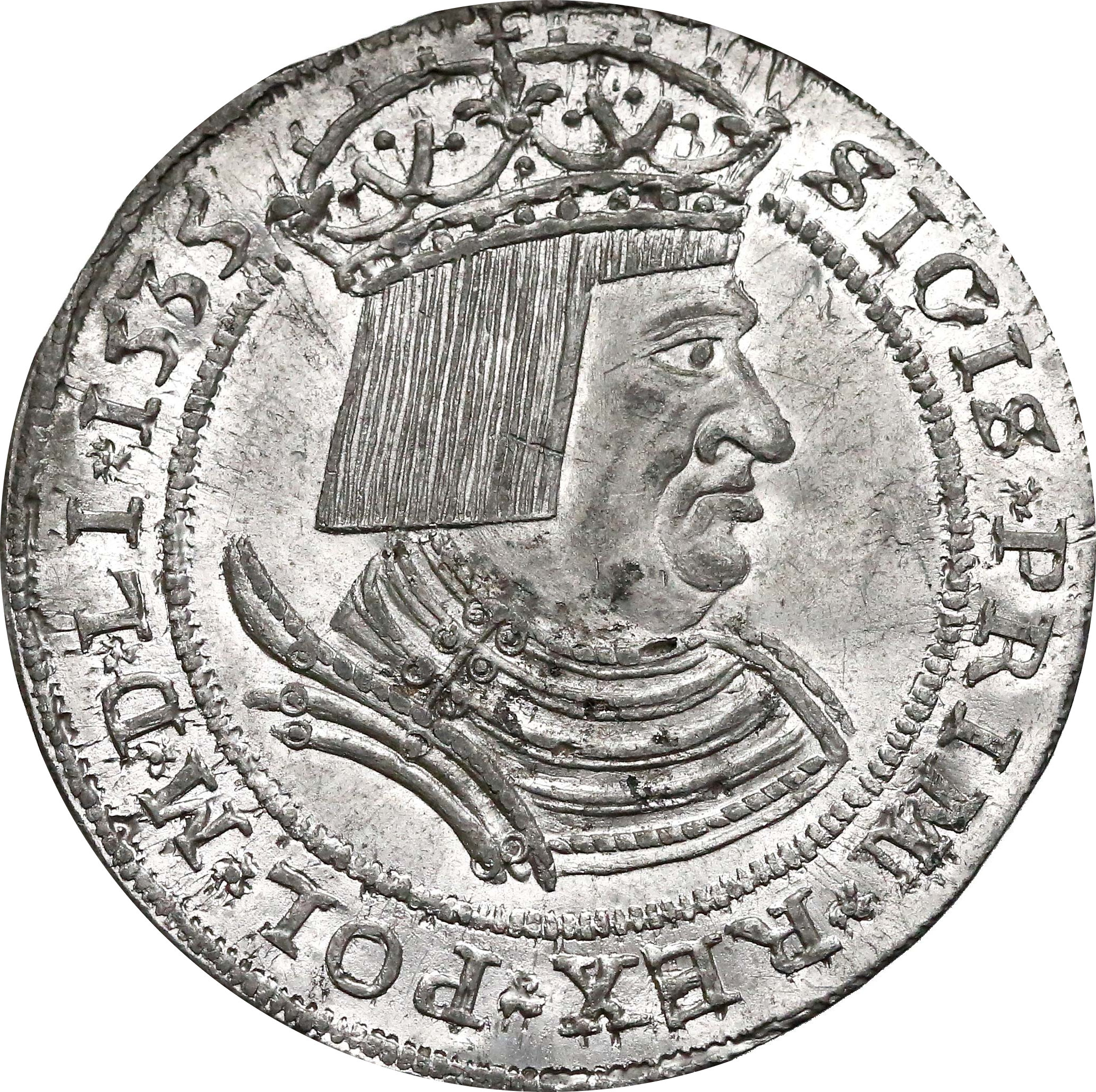
jednostronna odbitka talara 1535 Zygmunta I Starego
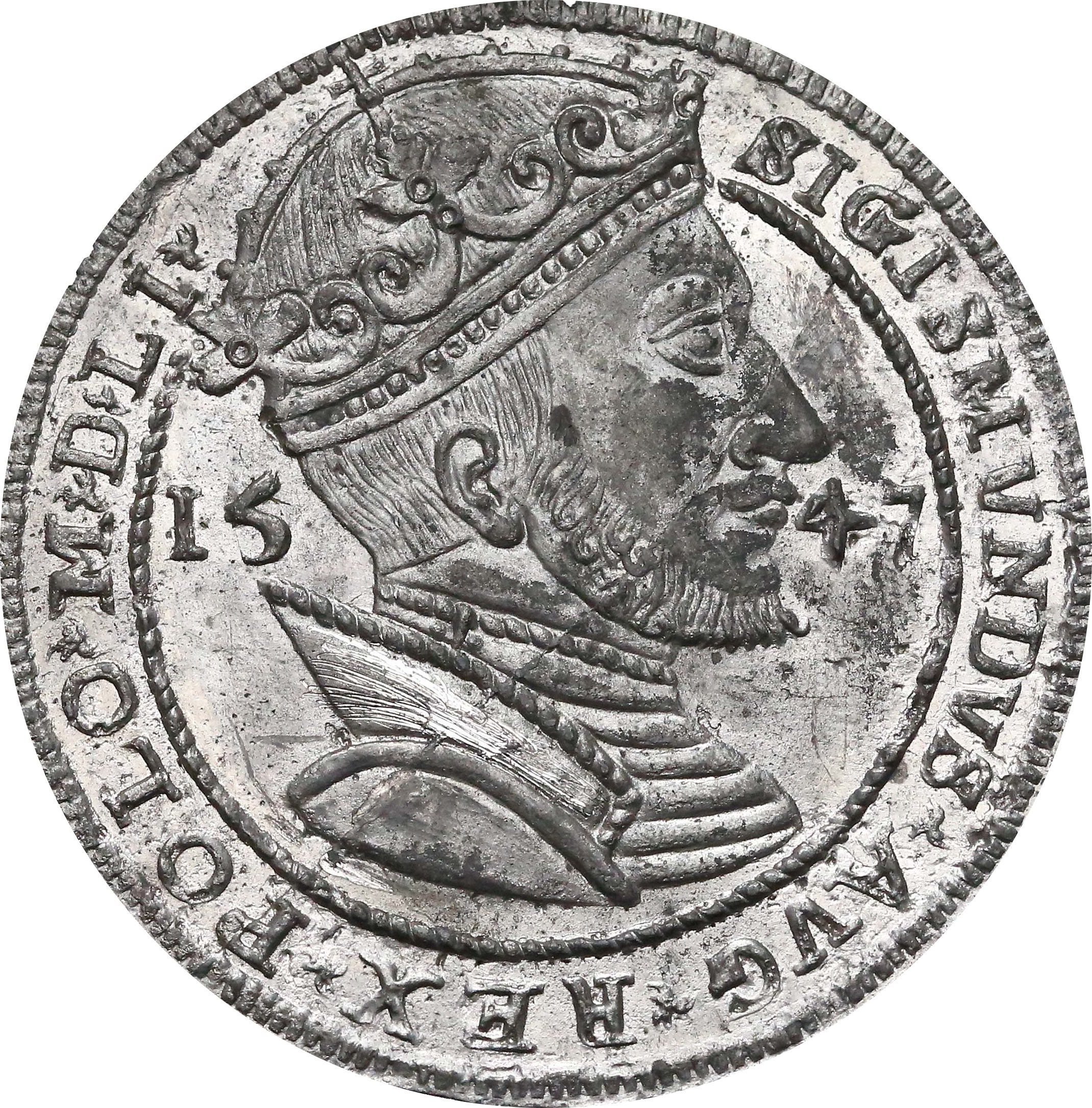
jednostronna odbitka talara 1547 Zygmunta II Augusta
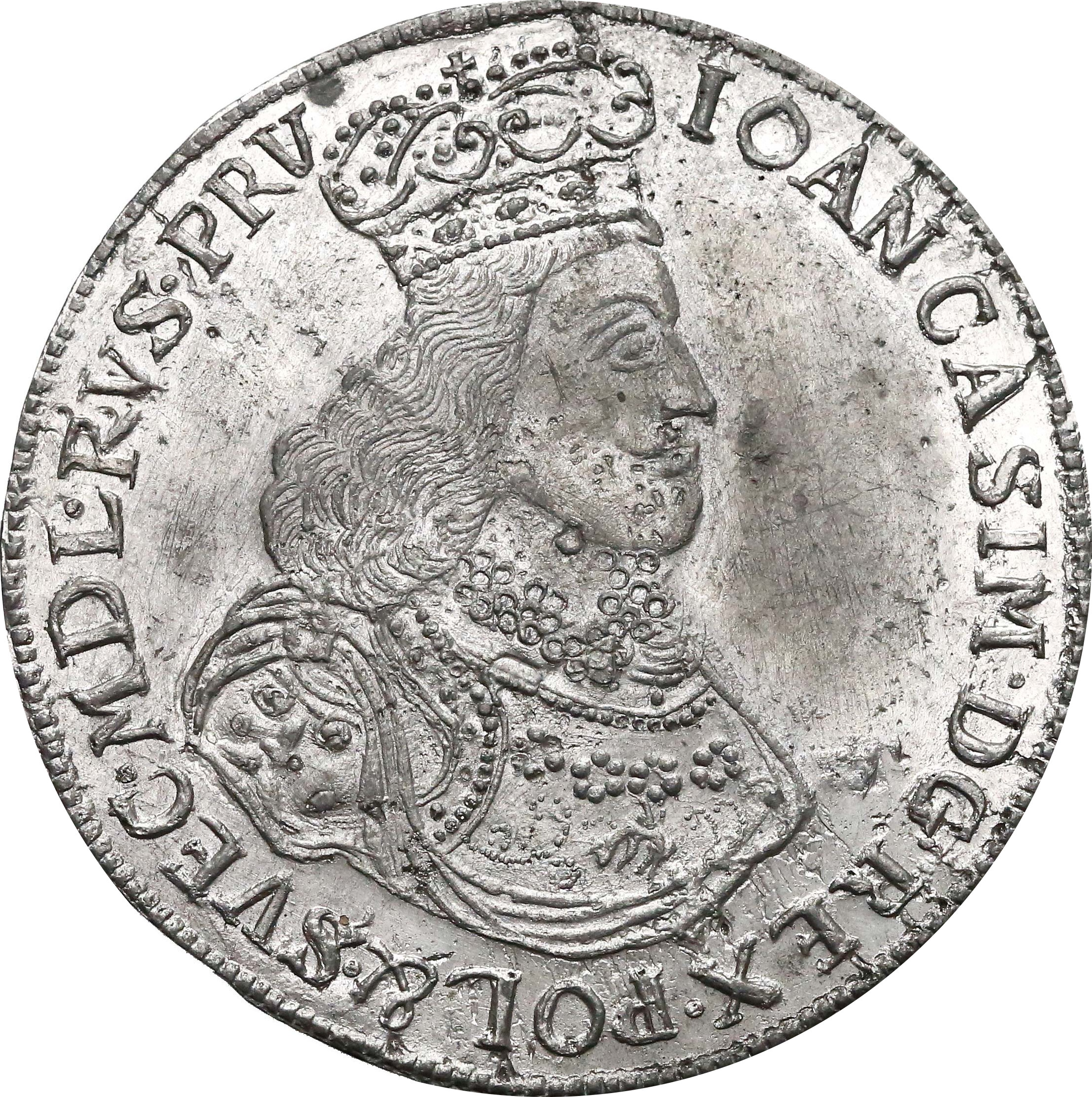
jednostronna odbitka talara elbląskiego 1651 Jana Kazimierza
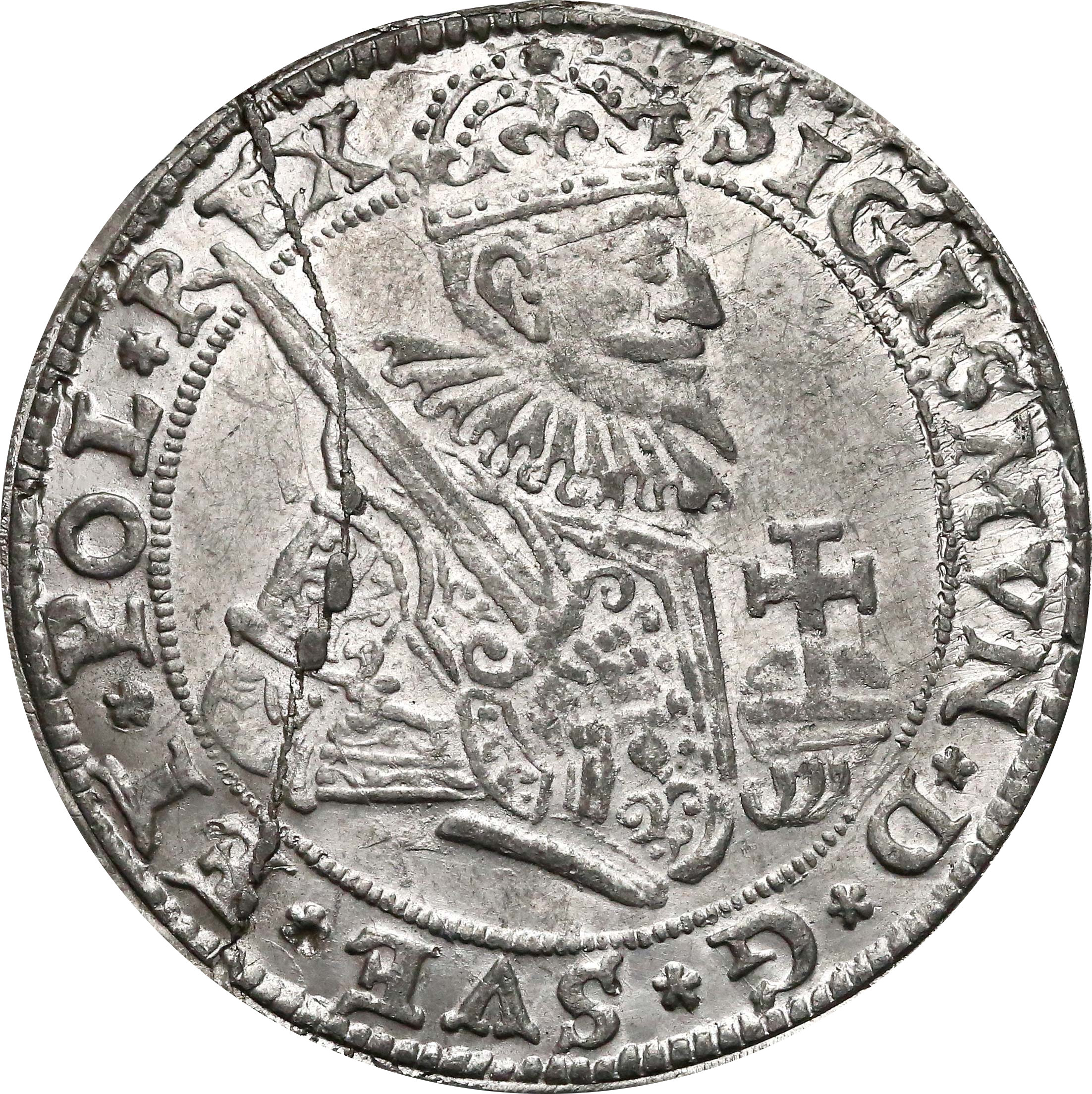
jednostronna odbitka talara rewalskiego Zygmunta III Wazy
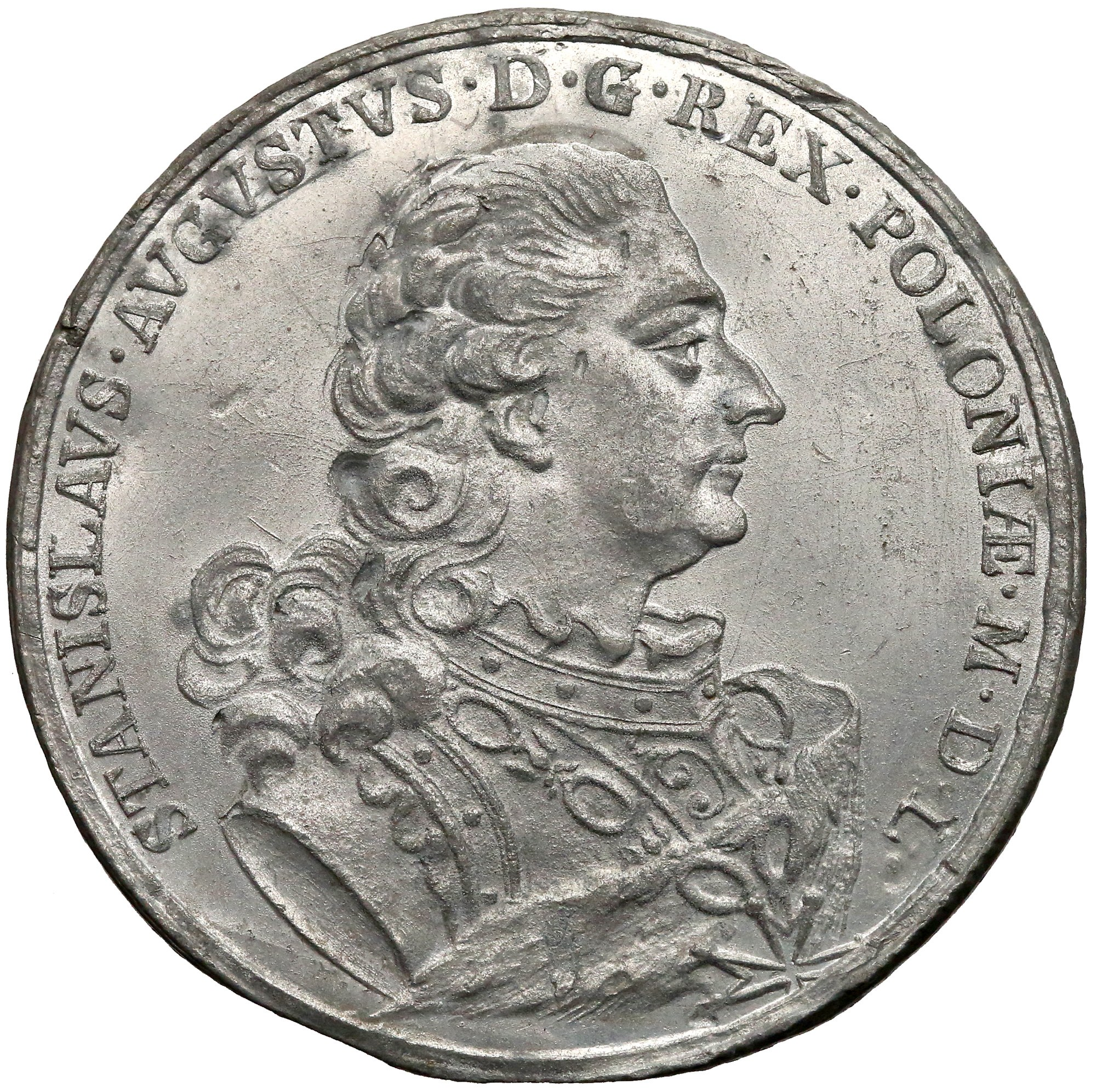
Jednostronna odbitka talara Stanisława Augusta Poniatowskiego